# The Politics of Truth
The Politics of Truth(원제: The Politics of Truth: Inside the Lies that Led to War and Betrayed My Wife's CIA Identity: A Diplomat's Memoir)는 조셉 C. 윌슨의 회고록으로, 2004년 출판되었다. 그의 인생, 경력, 외교 등의 내용이 나와 있으며, 아내 발레리 플레임이랑 결혼한 경위도 나와 있다.

## 영화로의 채택
《페어 게임》은 본 책 The Politics of Truth에 기반을 둔 2010년 스파이 드라마 영화이다.